# Mittelhof Gilsa
Der Mittelhof Gilsa ist eine ehemalige Wasserburg in Gilsa, einem Ortsteil der Gemeinde Neuental im nordhessischen Schwalm-Eder-Kreis.

## Der Bau

Wappen derer von und zu Gilsa

Die Anlage befindet sich unmittelbar nördlich der Patronatskirche am Nordrand des Dorfes und war Stammsitz des Adelsgeschlechts derer von und zu Gilsa, das sich im 16. Jahrhundert in zwei Äste, „Gilsa-Oberhof“ und „Gilsa-Unterhof“, teilte und dann die beiden benachbarten Hofsitze Oberhof und Unterhof erbaute.
Der Mittelhof ist das älteste Gebäude des Ortes. Die Burg wurde um die Mitte des 15. Jahrhunderts als geschlossene, nahezu quadratische Anlage als Niederungsburg erbaut, mit vier runden Ecktürmen und einer Zugbrücke über den umlaufenden Wassergraben.
Die Burg wurde im Dreißigjährigen Krieg (1635) zerstört. Danach wurden die Gebäude auf den alten Grundmauern als Gutshof wieder errichtet. Der Wassergraben wurde 1730 trockengelegt; die Zugbrücke wurde durch einen festen Fahrdamm ersetzt, und durch den südlichen Flügel wurde eine Tordurchfahrt geschaffen. Zwei in der Folgezeit in Fachwerk errichtete Flügel wurden später wieder abgerissen. Heute sind nur noch der massive Südflügel mit der Toreinfahrt, die Fundamente des südwestlichen Eckturms und der östlich anschließende Flügel mit seinem Fachwerkobergeschoss erhalten.

## Wappensteine
Über dem Torbogen befindet sich ein spätgotisches Allianzwappen (von Gilsa/von Schaufuß), und im Hofinnern sind zwei schöne aus dem Jahre 1684 datierte Wappensteine von Philipp Leo von und zu Gilsa und seiner Frau Ursula Anna geb. von Oppen. Die sogenannten „Entensteine“ an der Ostseite erinnern an die einst zahlreichen Enten, die hier früher in Nisthöhlen brüteten.

## Heutige Nutzung
Der ursprünglich auf dem Mittelhof lebende Zweig derer von Gilsa erlosch im Mannesstamm im Jahre 1898. Im Verlauf des 20. Jahrhunderts drohte dem Anwesen daraufhin ein allmählicher Verfall. Um 1980 kam der Mittelhof durch Kauf an eine kleine Handwerker-Gemeinschaft, die das Gebäude mit viel Eigenarbeit von Grund auf und mit Sinn für die historische Bausubstanz restaurierte. Für diese Arbeit gab es den Landesdenkmalschutzpreis.
Der Mittelhof ist bewohnt und nicht öffentlich zugänglich.